# 香港駐迪拜經濟貿易辦事處
香港駐迪拜經濟貿易辦事處（英語：Hong Kong Economic and Trade Office (Dubai)），簡稱香港駐迪拜經貿辦，駐迪拜貿辦或駐迪拜辦，中華人民共和國香港特別行政區政府在阿拉伯聯合酋長國杜拜設立代表處。為香港首個在中東地區設立的濟貿易辦事處 。

## 歷史
進入2010年代，香港與海灣阿拉伯國家合作委員會的貿易增加。為此，香港立法會在2018年7月17日舉行的工商事務委員會會議上建議香港政府在阿聯酋杜拜設立香港經濟貿易辦事處。該辦事處負責處理香港與海合會六個成員國，阿聯酋，沙特阿拉伯，卡塔爾，巴林，科威特，阿曼的關係。辦事處推動海合會與香港在經貿，投資等各領域的相互合作，並促進香港與海合會的關係。
2021年10月28日正式投入運作。

## 處長列表
1. 李國雄 (任期：2021年至2025年)[1][3]
2. 陳尚文 (任期：2025年4月至今)[1][3]

## 外部連結
- 香港駐迪拜經濟貿易辦事處 （页面存档备份，存于） （英文）
- 香港駐迪拜經濟貿易辦事處的Facebook專頁
- 香港駐迪拜經濟貿易辦事處的Instagram帳戶